# فرودگاه آستراخان
فرودگاه آستراخان (به روسی: Астрахань) فرودگاهی بین‌المللی و عمومی واقع در آستراخان در کشور روسیه است که توسط JSC "Aeroport Astrakhan" اداره می‌شود. و با هواپیمایی پارس به فرودگاه بین‌المللی رشت
پرواز مستقیم دارد.

## شرکت‌های هواپیمایی و مقصدهای پروزای
| شرکت‌های هواپیمایی | مقصدهای پروازی                     |
| ----------------- | ---------------------------------- |
| آئروفلوت          | فرودگاه بین‌المللی شرمتیوو          |
| Pobeda            | فرودگاه بین‌المللی ونوکووا          |
| اس۷ ایرلاینز      | فرودگاه بین‌المللی دوموده‌دوو        |
| ساراتوف ایرلاینز  | فصلی: فرودگاه بین‌المللی سوچی       |
| SCAT              | فرودگاه آقتائو                     |
| هواپیمایی تابان   | فصلی: فرودگاه بین‌المللی امام خمینی |
| ترکیش ایرلاینز    | فرودگاه بین‌المللی آتاترک           |

## شرکت‌های هواپیمایی و مقصدهای پروازی
| شرکت‌های هواپیمایی | مقصدهای پروازی              |
| ----------------- | --------------------------- |
| آئروفلوت          | شرمتیوو                     |
| Azur Air          | چارتر فصلی: آنتالیا         |
| KrasAvia          | فصلی: سوچی                  |
| نوردویند ایرلاینز | شرمتیوو چارتر فصلی: آنتالیا |
| پابیدا            | ونوکووا                     |
| رد وینگز ایرلاینز | دوموده‌دوو                   |
| اس۷ ایرلاینز      | دوموده‌دوو                   |
| اسکات ایرلاینز    | آقتائو                      |
| هواپیمایی تابان   | امام خمینی                  |